# Delligsen
Delligsen é um município da Alemanha localizado no distrito de Holzminden, estado de Baixa Saxônia.